# تورستن بيترسون
تورستن بيترسون (بالفنلندية: Torsten Pettersson)‏ هو كاتب وشاعر فنلندي، ولد في 9 يوليو 1955 في توركو في فنلندا.